# Apartament

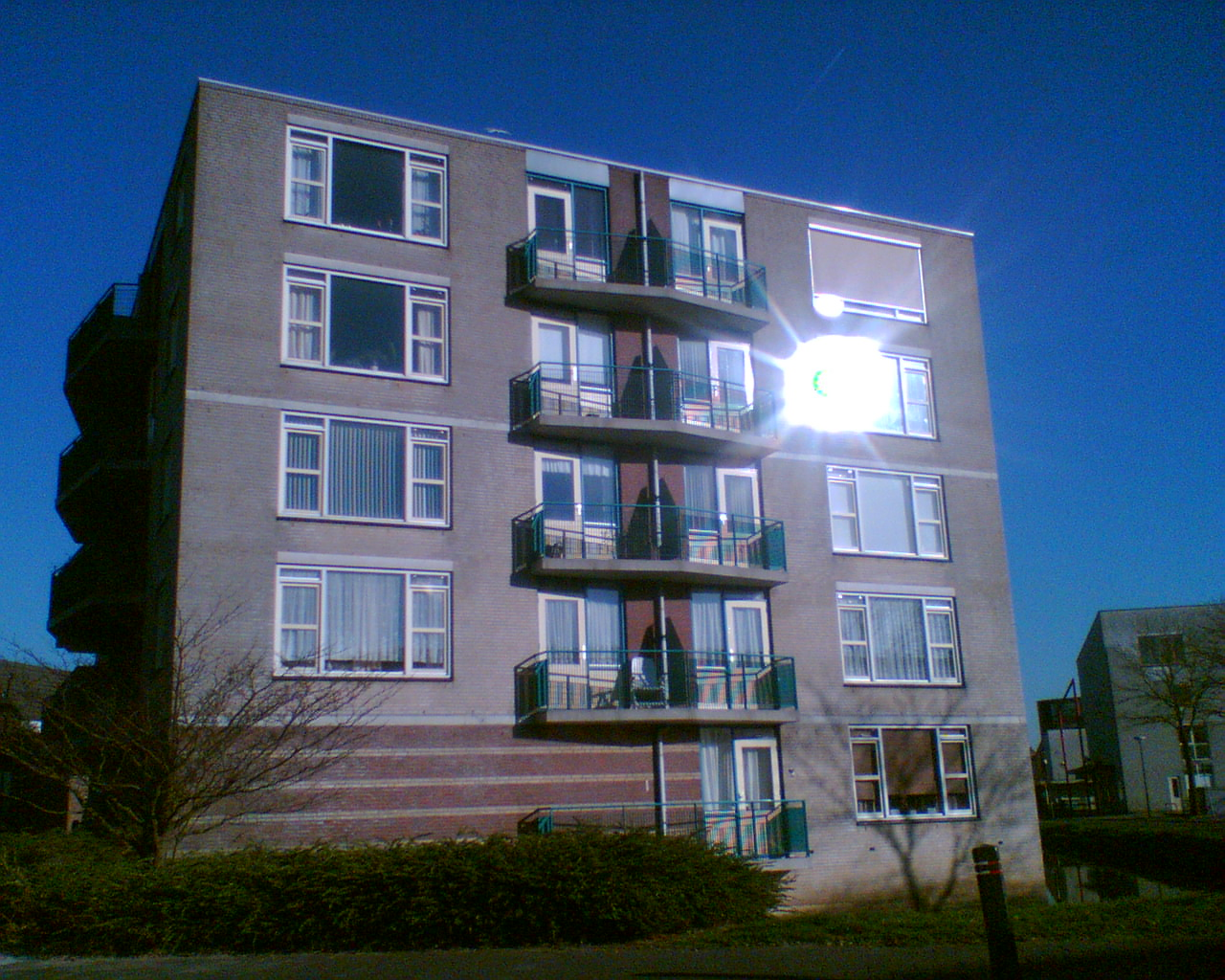
Casa d'apartaments o bloc de pisos als Països Baixos

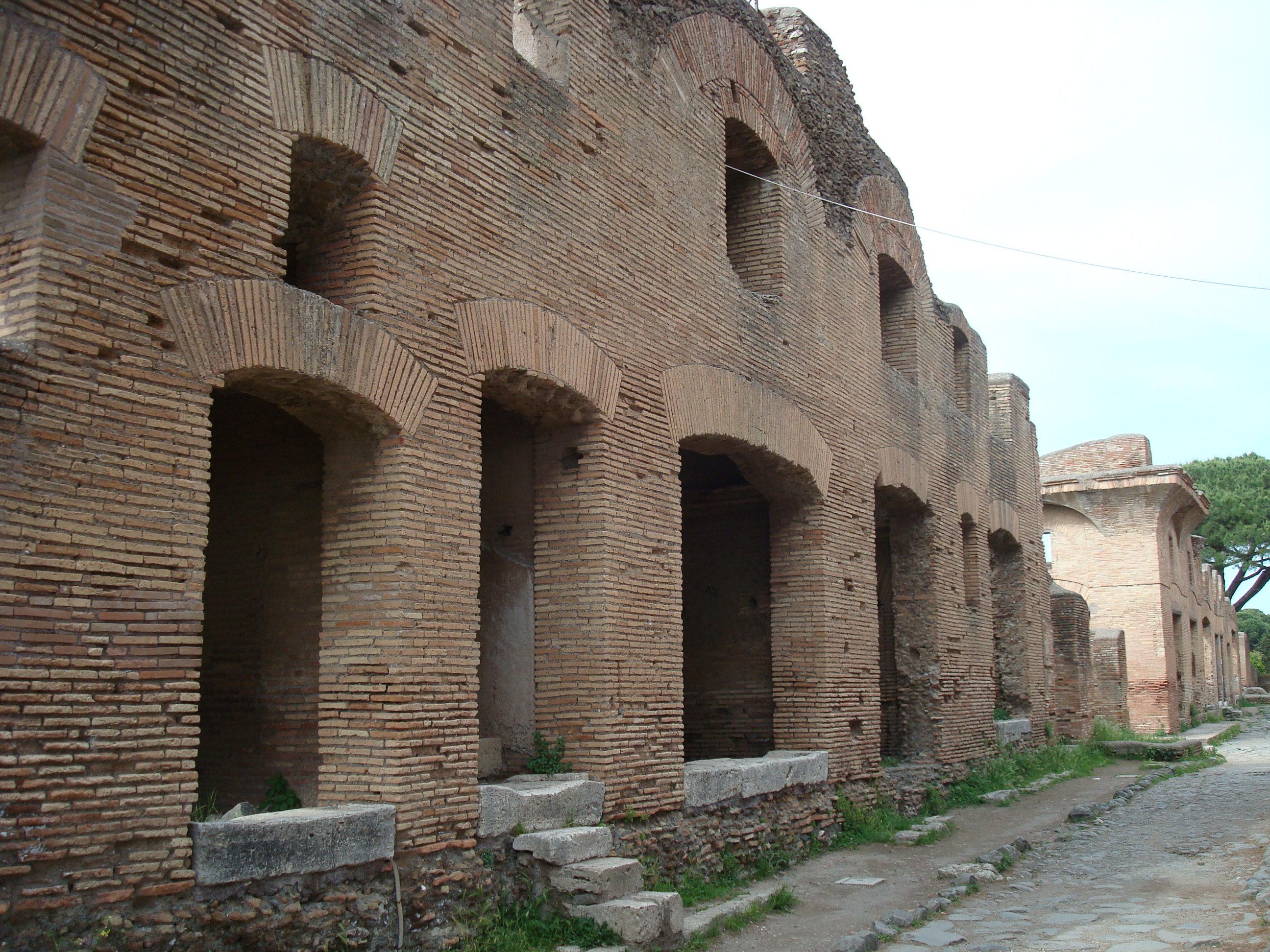
Restes d'un bloc d'apartaments de l'Antiga Roma de principis del segle II d. C. a Òstia

L'apartament o el pis és un tipus de casa que ocupa part d'una planta d'un edifici. Té dimensions reduïdes i sovint integra diverses habitacions en un sol espai. És l'habitatge propi de la gran ciutat o dels indrets turístics, on s'ocupa només durant el període de vacances, sigui com a segona residència o en règim de lloguer.
Els aparthotels són conjunts integrats d'apartaments que es lloguen per nits i que disposen de serveis comunitaris com bugaderia, menjador i sala d'esbarjo. Segons la seva categoria, tenen més o menys estrelles.
Els edificis d'apartaments han existit durant segles. A les grans ciutats de l'Imperi Romà, a causa de la congestió urbana, la casa individual, o domus, havia donat pas en els primers temps imperials al bloc d'habitatges o insula, excepte per a les residències dels molt rics.

## Història
El 1802, Benito Bails al seu Diccionario de arquitectura civil definia apartament com el conjunt de peces que formen una habitació cabal, dins de les quals es distingien:
- L′apartament servicial, referit a l'ús diari
- L′apartament de decència, referit al decòrum.
- L′apartament d'aparell, referit a l'ostentació.

A més diferenciava:
- Apartament doble. El que agafa tot el fons d'un edifici o cos seu principal i està dividit gairebé pel mig en la direcció de la seva longitud en dues habitacions, sent les peces de l'un gairebé iguals a les de l'altre.
- Apartament semidoble. El que està dividit en dues cambres són les peces de l'un, grans i petites les de l'altre.
- Apartament senzill. El que agafa tot el fons de l'edifici entre les dues parets de façana sense cap paret de travessa en la direcció de la seva longitud.[5]

## Característiques
- Són unitats que ocupen un espai establert per cada planta d'un edifici.
- Per regla general no solen posseir més de tres dormitoris i dues sales de bany.
- Les divisions típiques residencials solen fusionar-se, així es tenen sala d'estar-menjador en una mateixa unitat, així com cuina-safareig.
- Són ideals per a famílies reduïdes (de fins a cinc persones). Molt més si no tenen nens ni mascotes com gossos o gats.
- No tenen pati, a diferència de les cases, encara que sí que pot posseir algun pati comú al centre de tots els apartaments.
- Hi ha unes unitats més petites que fusionen només un dormitori amb la sala d'estar i fins i tot fusionen la cuina amb el menjador. Se'ls coneix com a apartament individual o apartament tipus estudi (a Espanya). En general, és l'indicat per a persones que viuen soles. Pel seu reduït espai requereix menor quantitat de mobiliari.Interior d'un petit estudi, destinat al lloguer turístic

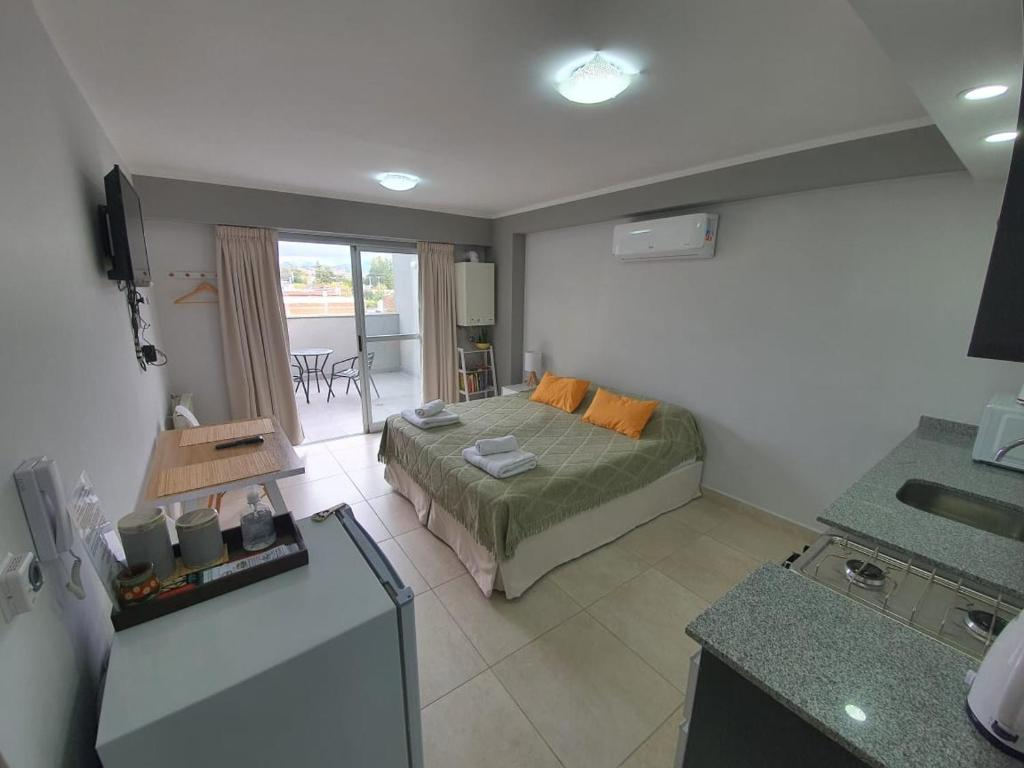
Interior d'un petit estudi, destinat al lloguer turístic

- Alguns pocs posseeixen doble pis; així, la unitat sala d'estar-menjador-cuina està a un nivell mentre que a l'altre hi ha els dormitoris.

### Instal·lacions i serveis

Bugaderia

Els apartaments poden llogar-se moblats, amb mobles, o sense moblar, on l'inquilí s'instal·la amb els seus propis mobles. Els apartaments amb serveis, pensats per a estades més curtes, inclouen mobles i utensilis de cuina, i servei de neteja.
La bugaderia pot residir en una zona comuna accessible a tots els llogaters de l'edifici, o cada apartament pot tenir les seves pròpies instal·lacions. Depenent de quan es va construir l'edifici i del disseny, els serveis públics com l'aigua, la calefacció i l'electricitat poden ser comuns per a tots els apartaments, o estar separats per a cada apartament i facturar-se per separat a cada llogater. (Moltes zones dels Estats Units han dictaminat que és il·legal dividir la factura de l'aigua entre tots els llogaters, especialment si hi ha una piscina a les instal·lacions). Les preses per a la connexió dels telèfons solen estar incloses en els apartaments. El servei telefònic és opcional i gairebé sempre es factura per separat del pagament del lloguer. La televisió per cable i altres serveis similars (com Internet) també tenen un cost addicional. Les places d'aparcament, l'aire condicionat i l'espai d'emmagatzematge addicional poden o no estar inclosos en l'apartament. Els contractes de lloguer solen limitar el nombre màxim de residents a cada apartament.
A la planta baixa de l'edifici d'apartaments, o als seus voltants, hi sol haver una sèrie de bústies en un lloc accessible al públic i, per tant, al carter. Cada unitat sol tenir la seva pròpia bústia amb claus individuals. Alguns edificis d'apartaments molt grans, amb personal a temps complet, poden rebre el correu del carter i proporcionar un servei de classificació del correu. A prop de les bústies o en algun altre lloc accessible per als forasters, hi pot haver un timbre o intercomunicador per a cada unitat individual. Als edificis d'apartaments més petits, com els de dos o tres pisos, o fins i tot els de quatre, les escombraries solen dipositar-se en contenidors similars als de les cases. Als edificis més grans, les escombraries solen recollir-se en una galleda d'escombraries comunes o en un contenidor, el qual rep les deixalles que cauen dels pisos més alts per un túnel vertical. Per motius de neteja, convivència en harmonia o per minimitzar el soroll, molts arrendadors imposen restriccions als llogaters quant a fumar o tenir animals domèstics a l'apartament.

## Els Estats Units

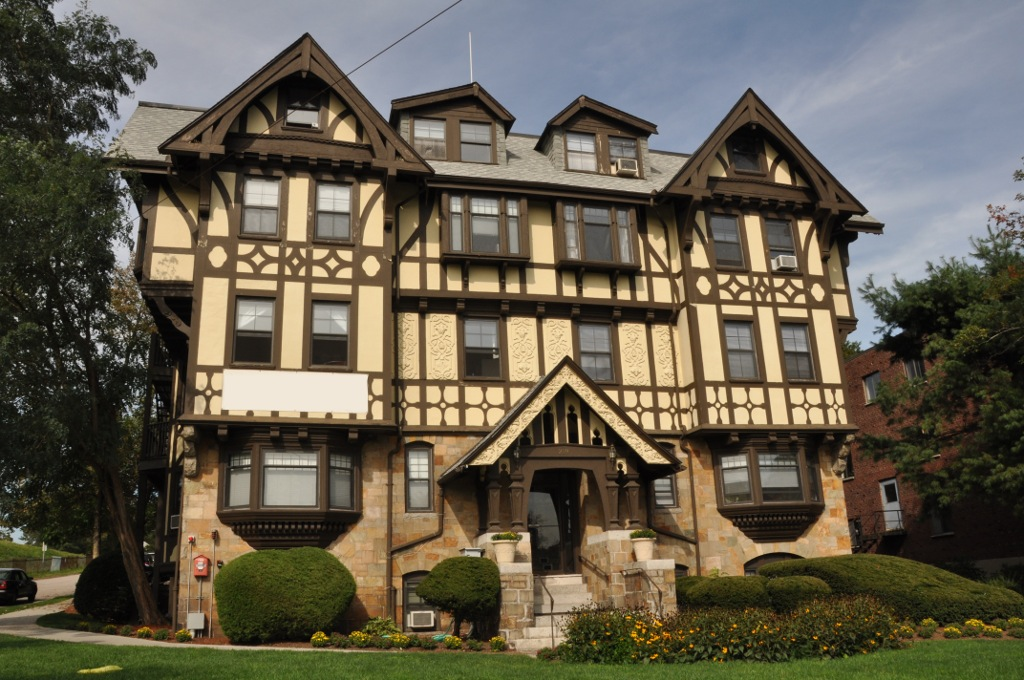
The Chestnut Hill, un edifici d'apartaments de 1899 a Newton, Massachusetts.

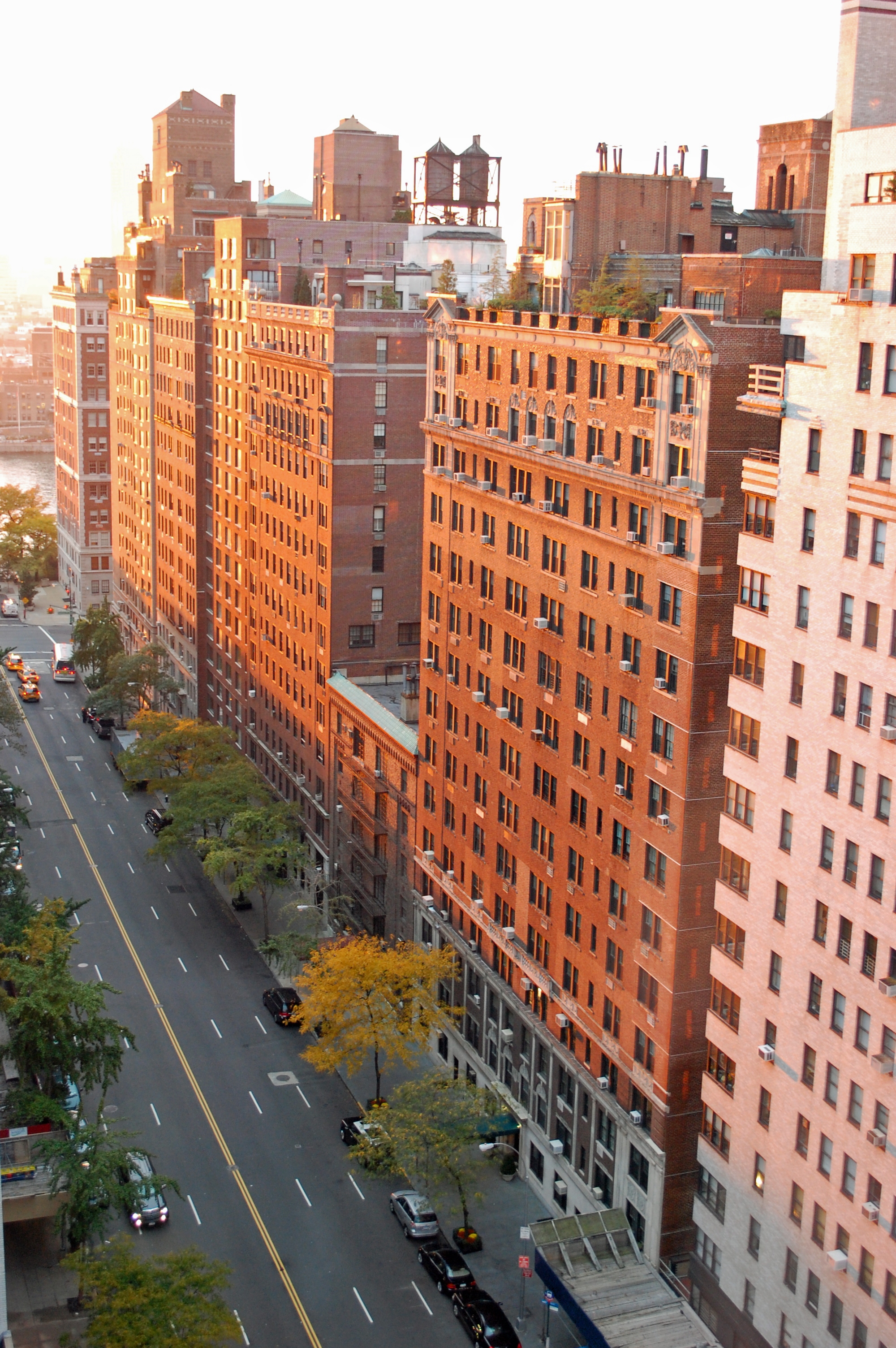
Edificis d'apartaments al tram residencial d'East 57th Street entre la Primera Avinguda i Sutton Place a Nova York

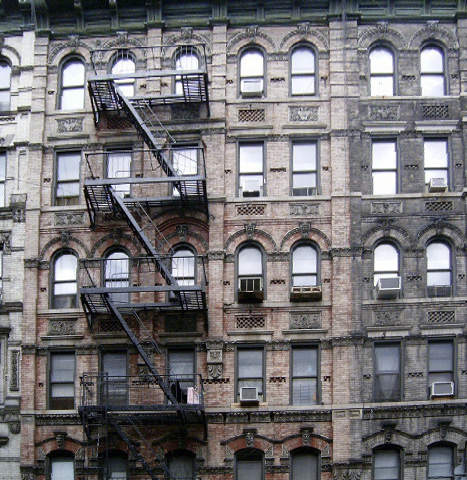
Edificis d'habitatges al Lower East Side de Manhattan

En 1839 es van construir els primers habitatges col·lectius de la ciutat de Nova York, que aviat es van convertir en brou de cultiu per a malfactors, delinqüents juvenils i crim organitzat. Els seus propietaris també eren coneguts pels seus lloguers abusius. A How the other half lives s'assenyala un barri d'inquilins:
El Carreró del Cec porta el seu nom per una raó. Fins fa poc més d'un any els seus foscos caus albergaven una colònia de captaires cecs, llogaters d'un casolà cec, el vell Daniel Murphy, que tots els nens del barri coneixen, encara que mai no hagin sentit a parlar del president dels Estats Units. El «vell Dan» va amassar una gran fortuna —em va dir una vegada que eren quatre-cents mil dòlars— amb el seu atzucac i els habitatges circumdants, només per quedar-se cec ell mateix en la seva extrema vellesa, compartint al final les principals penúries dels desgraciats éssers la sort s'havia negat obstinadament a millorar per poder augmentar la seva riquesa. Fins i tot quan la Junta de Salut el va obligar per fi a reparar i netejar els pitjors edificis antics, sota l'amenaça de fer fora els llogaters i tancar les portes darrere d'ells, la feina es va dur a terme contra les irades protestes de l'ancià. Es va presentar en persona davant de la Junta per argumentar el seu cas, i el seu argument va ser característic. «He fet la meva voluntat», va dir. «El meu monument m'espera al Calvari. Estic a la vora mateixa de la tomba, cec i indefens, i ara (aquí el patetisme de l'apel·lació va ser escombrat en un esclat d'airada indignació) volen que construeixi i m'escorxin, que m'escorxin? Aquesta gent no està capacitada per viure a una casa bonica. Que se'n vagin on puguin, i que deixin casa meva dreta». Tot i la genuïna angoixa de la crida, era francament divertit comprovar que el seu enuig era provocat menys per l'anticipat malbaratament de luxe dels seus inquilins que per la desconfiança envers la seva pròpia espècie, el constructor. Sabia intuïtivament què li esperava. El resultat va demostrar que el senyor Murphy havia calibrat correctament els seus llogaters.
Molts activistes, com Upton Sinclair i Jacob Riis, van impulsar reformes als habitatges de lloguer. Com a resultat, el 1901 es va aprovar l'Acta d'Habitatges Col·lectius de l'Estat de Nova York per millorar-ne les condicions. A aquesta llei li van seguir més millores. El 1949, el president Harry S. Truman va signar la Llei d'Habitatge de 1949 per netejar els barris marginals i reconstruir els habitatges per als pobres.
El Dakota (1884) va ser un dels primers edificis d'apartaments de luxe de la ciutat de Nova York. Tot i això, la majoria continuaven sent habitatges de lloguer.
A les dècades de 1950 i 1960 es van produir alguns avenços significatius en el disseny arquitectònic dels edificis d'apartaments. Entre ells destaquen els dissenys innovadors dels 860-880 Lake Shore Drive Apartments (1951), New Century Guild (1961), Marina City (1964) i Lake Point Tower (1968).
Als Estats Units, tenement és una etiqueta que se sol aplicar als edificis d'apartaments de lloguer més barats i bàsics de les seccions més antigues de les grans ciutats. Molts d'aquests edificis d'apartaments són walk-ups sense ascensor, i alguns tenen banys compartits, encara que això és cada vegada menys comú. El terme d'argot dingbat s'utilitza per descriure els edificis d'apartaments urbans barats dels anys 50 i 60 amb façanes úniques i sovint extravagants per diferenciar-se dins d'un bloc complet d'apartaments. Solen estar construïts sobre pilons i amb aparcament a sota.

## Exemples històrics

### Amèrica precolombina
Els pobles de Pueblo del que avui és el sud-oest dels Estats Units van construir des del segle x grans habitatges amb diverses habitacions, algunes d'elles amb més de 900.
Al Període Clàssic, a la mesoamericana ciutat de Teotihuacan, els apartaments no només eren el mitjà estàndard per acollir la població de la ciutat de més de 200 habitants, sinó que mostren una distribució de la riquesa notablement uniforme per a tota la ciutat, fins i tot per als estàndards contemporanis. A més, els apartaments estaven habitats per la població en general, en contrast amb altres societats premodernes, en què els apartaments es limitaven a albergar els membres de la classe baixa de la societat, com passa amb les insulae romanes, una mica contemporànies.

### L'antiga Roma

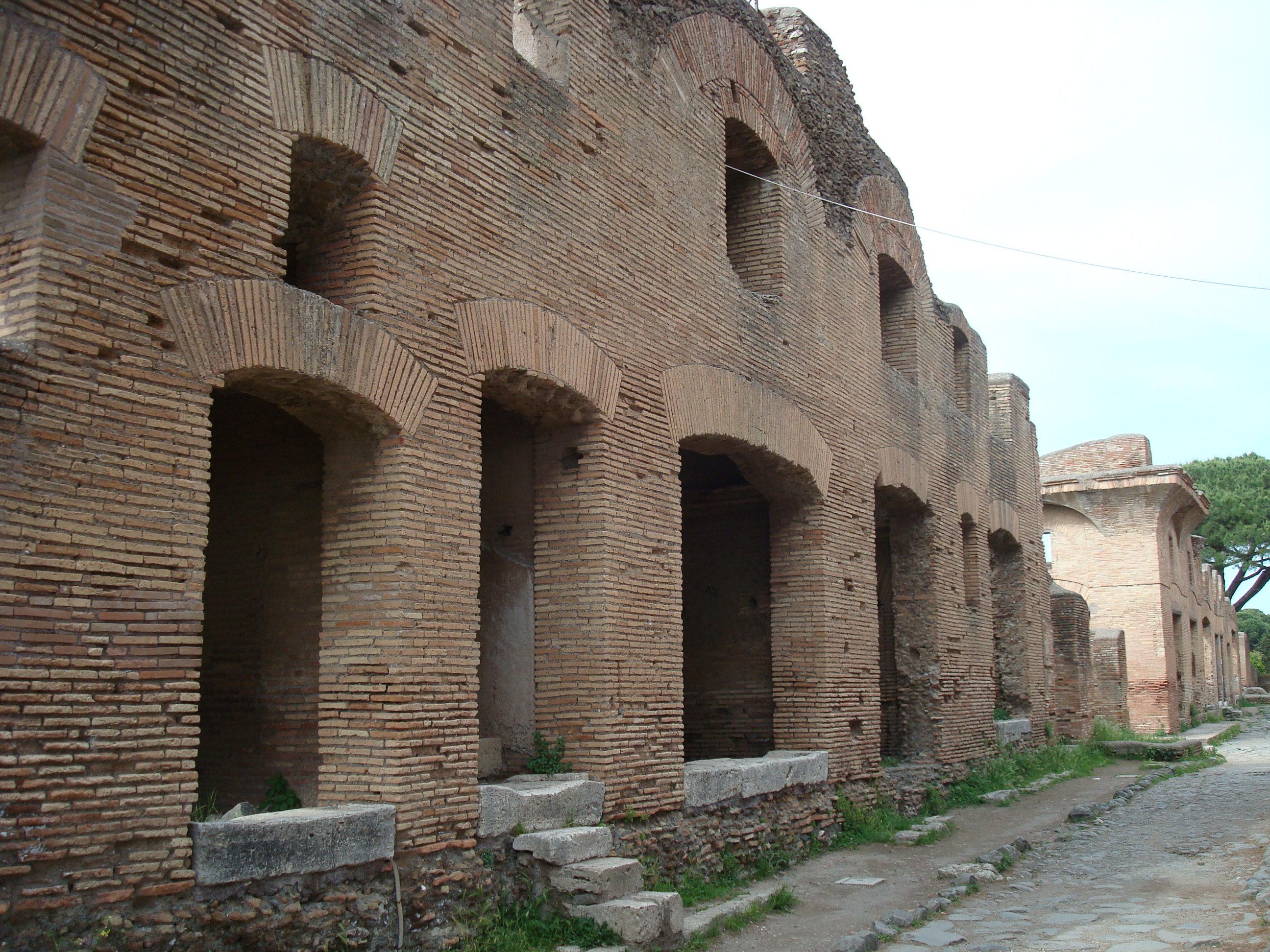
Restes d'un bloc d'apartaments de l'Antiga Roma de principis de l' a Òstia

A l'antiga Roma, les insulae (en singular insula) eren grans edificis d'apartaments on vivien les classes baixes i mitjanes de l'Antiga Roma. La planta baixa es destinava a la taverna, botigues i comerços, mentre que els pisos superiors eren habitables. Les insulae a Roma i altres ciutats de l'imperi romà imperial arribaven a tenir fins a deu o més pisos, algunes amb més de 200 escales. Diversos emperadors, començant per August (r. 30 aC - 14 dC), van intentar establir límits de 20-25 m per als edificis de diversos pisos, però només van tenir un èxit limitat. Els pisos inferiors solien estar ocupats per botigues o per famílies adinerades, mentre que els pisos superiors es llogaven a les classes baixes. Els Papirs d'Oxirinc que es conserven indiquen que els edificis de set pisos existien fins i tot a les ciutats provincials, com a Hermòpolis del segle iii a l'Egipte romà.

### L'Egipte antic i medieval
Durant el període àraboislàmic medieval, la capital egípcia de Fustat (El Vell Caire) albergava molts edificis residencials de gran altura, alguns de set pisos, que pel que sembla podien albergar a centenars de persones. En el segle x, Al-Muqaddasi els va descriure com a semblants a minarets, i va afirmar que la majoria de la població de Fustat vivia en aquests edificis de diverses plantes, cadascun dels quals albergava més de 200 persones. Al segle xi, Nasir Khusraw va descriure alguns d'aquests edificis d'apartaments que s'elevaven fins a 14 pisos, amb jardí al terrat a l'últim pis i amb roda d'aigua tirada per bous per regar-los.
Cap al segle xvi, l'actual el Caire també comptava amb edificis d'apartaments de gran altura, en què les dues plantes inferiors es destinaven a fins comercials i d'emmagatzematge i els múltiples pisos superiors es llogaven inquilins.

### Iemen

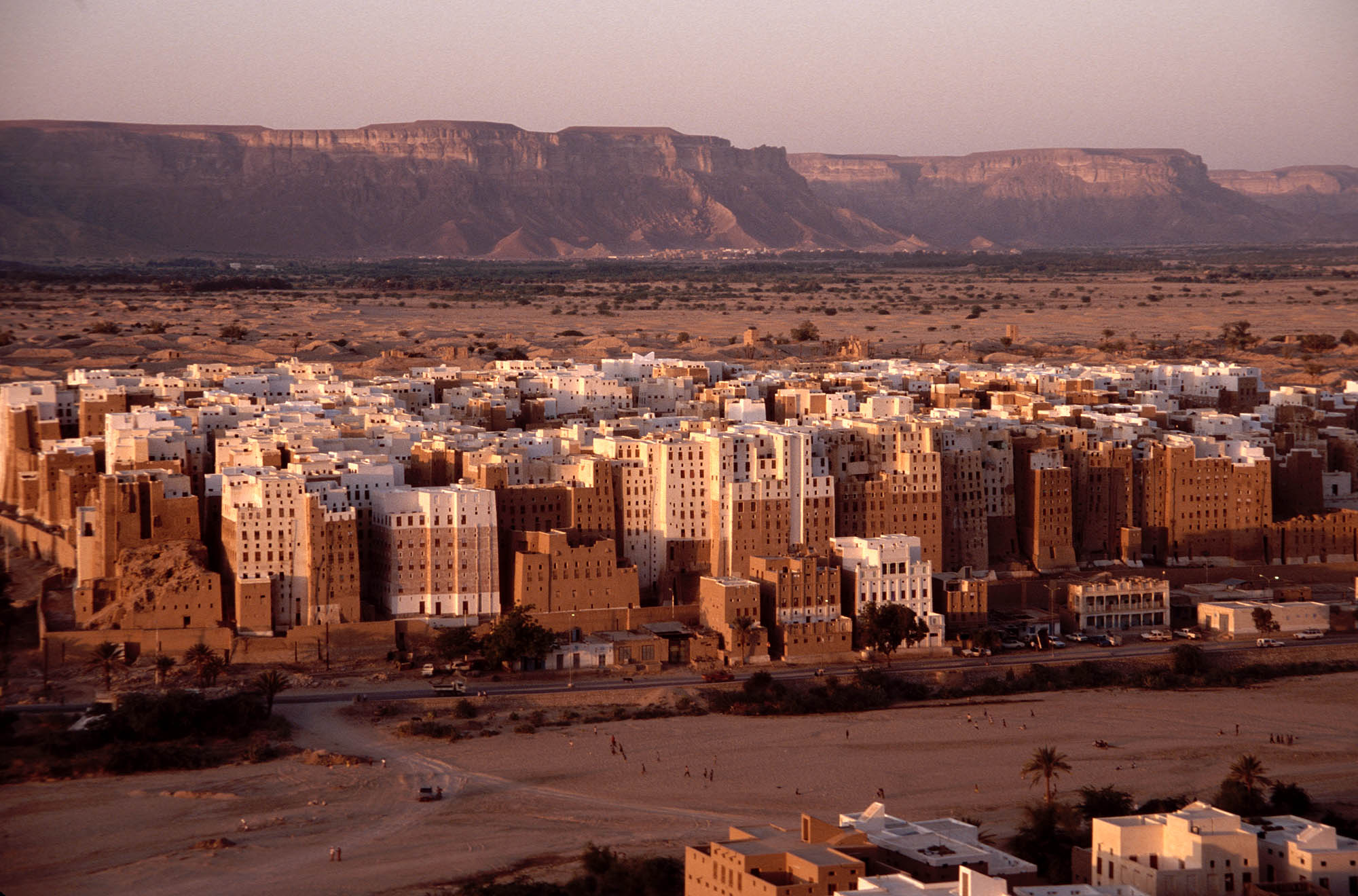
Cases-torre de maó a Shibam, Wadi Hadhramaut, Iemen.

En el segle xvi, es van construir edificis d'habitatges de gran altura a la ciutat iemenita de Shibam. Les cases de Shibam són totes de maó de fang, però unes 500 són casa-torres, que s'eleven de 5 a 11 pisos d'alçada, amb cada pis amb un o dos apartaments. Shibam ha estat citada com el «Manhattan del desert». Alguns superaven els 30,5 m d'alçada, sent així els edificis d'apartaments de maó de fang més alts del món fins a l'actualitat.

### L'antiga Xina
El poble Hakka del sud de la Xina va adoptar estructures de vida comunal dissenyades per ser fàcilment defensables, en forma de Weilongwu (围龙屋) i Tulou (土楼). Aquests darrers són grans edificis de terra, tancats i fortificats, entre tres i cinc pisos d'alçada i que allotgen fins a vuitanta famílies.